# Friedrich Vüllers
Friedrich Vüllers (* 1850; † 1918) war ein deutscher Konteradmiral der Kaiserlichen Marine.

## Leben

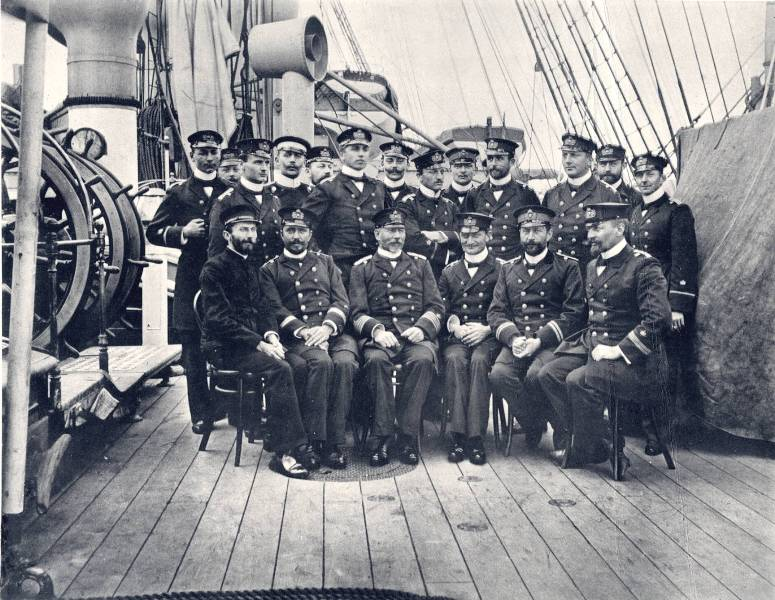
Kapitän zur See Friedrich Vüllers (vorne Mitte) als Kommandant der SMS Charlotte, ca. 1898.

Friedrich Vüllers trat am 1. April 1870 in die Kaiserliche Marine ein. Mit Patent zum 13. März 1877 wurde er Leutnant zur See und war ein Jahr später auf der Albatross.
Als Kapitänleutnant war er vom 13. August bis 11. September 1889 Kommandant der Salamander und am 10. März 1890 zum Kommandanten der Victoria ernannt. Nachdem er am 15. August 1890 zum Korvettenkapitän befördert wurde, war er 1891 Führer der 1. Kompanie der II. Werftdivision (Wilhelmshaven). Am 29. Januar 1894 wurde er Kommandant des Avisos Pfeil, trat Anfang April 1894 die Stellung an und gab das Kommando im Januar des darauffolgenden Jahres wieder ab. Anschließend war er Anfang 1895 kurz zur Dienststellung bei Adjutant der Werft Kiel kommandiert, erhielt Mitte Januar 1895 das Kommandeurkreuz 2. Klasse des Königlich Schwedischen Schwert-Ordens verliehen. Zum 1. März des Jahres wurde er von der Dienststellung bei der Werft Kiel entbunden und zum Reichsmarineamt kommandiert. Am 23. November 1896 wurde er zum Kapitän zur See befördert.
Vom 12. April 1898 bis 31. März 1902 war Vüllers Kommandant des Schulschiffs Charlotte. Mit dem Schiff unternahm er mehrere Kreuzfahrten, u. a. nach Marokko und Brasilien. Ende 1900 war die Charlotte unter seinem Kommando bis Mitte Januar 1901 für Bergungsarbeiten der gesunkenen Gneisenau in Málaga. 1902 wurde er mit der zweiten Klasse des Kaiserlich russischen St. Annen-Orden, dem dritten Klasse des Großherrlich Türkisch Osmanie-Ordens und dem Ritterkreuz des Königlichen Hausorden von Hohenzollern ausgezeichnet.
Von Februar 1903 bis April 1906 war er später als Konteradmiral (Patent vom 27. Januar 1904) Chef des Nautischen Departement im Reichsmarineamt.